# Le Chant d'Apollon

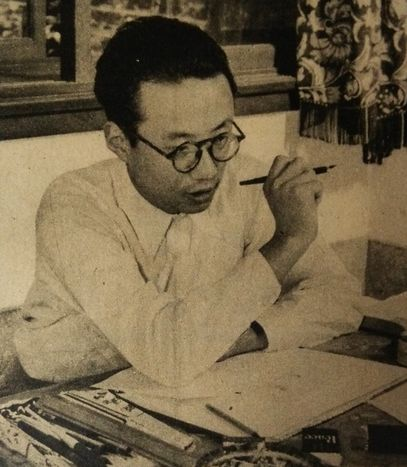
Osamu Tezuka, auteur du manga Le chant d'Apollon

 (octobre 2020).
Le Chant d'Apollon (アポロの歌, Apollo no Uta) est un shōnen manga d'Osamu Tezuka prépublié dans le Weekly Shōnen King entre avril 1970 et novembre 1970 puis publié en trois tankōbon par Shōnen Gahōsha. L'édition française a été publiée par Kana en janvier 2012, accompagnée de l'histoire courte Poème du bazar.

## Synopsis
L'histoire suit un petit garçon victime d'abus durant son enfance, Shogo, et sa quête pour sortir de la solitude et comprendre ce qu'est l'amour entre hommes et femmes.

## Publication
Le manga fut réédité par Kōdansha dans la collection des Œuvres complètes de Tezuka en deux volumes reliés entre août 1977 et novembre 1977, puis au format bunko en un volume en novembre 2010.

### Liste des volumes
| no | Japonais         | Japonais          | Français        | Français       |
| no | Date de sortie   | ISBN              | Date de sortie  | ISBN           |
| --- | ---------------- | ----------------- | --------------- | -------------- |
| 1 | 12 novembre 2010 | 978-4-06-373796-7 | 19 janvier 2012 | 978-2505011613 |
| Liste des chapitres : - Chapitre 1 : Die Blumen und das leiche - Chapitre 2 : Territoire inconnu - Chapitre 3 : Coach - Chapitre 4 : La reine Sigma - Chapitre 5 : Notre colline |                  |                   |                 |                |

### Autres éditeurs
- : Vertical : Apollo's Song
- : ECC Ediciones : La canción de Apolo

### Édition japonaise
Kōdansha (Bunko)
1. 1 2  (ja) « Tome 1 ».

### Édition française
KANA
1. 1 2  (fr) « Tome 1 »(Archive.org • Wikiwix • Archive.is • Google • Que faire ?).